# Pseudopsilostoma varium
Pseudopsilostoma varium är en plattmaskart. Pseudopsilostoma varium ingår i släktet Pseudopsilostoma och familjen Psilostomatidae. Inga underarter finns listade i Catalogue of Life.